# Gemulak
Gemulak is een bestuurslaag in het regentschap Demak van de provincie Midden-Java, Indonesië. Gemulak telt 3827 inwoners (volkstelling 2010).